# CHa-38
CHa-38 – мисливець за підводними човнами Імперського флоту Японії, який узяв участь у Другій Світовій війні. 
CHa-38 відносився до серії допоміжних мисливців, споруджених з використанням можливостей малих суднобудівних підприємств. Ці кораблі мали дерев’яний корпус та при зникненні зацікавленості у них зі сторони збройних сил мали бути перетворені на риболовецькі судна.
Спорудження корпусу  CHa-38 здійснили на  верфі в Хаясікане (Hayashikane), а його оснащення озброєнням провели на верфі ВМФ у Сасебо (обернене до Східно-Китайського моря узбережжя Кюсю).
Відомо, що корабель ніс службу у Мікронезії. 30 вересня 1944-го він перебував в районі атолу Трук у центральній частині Каролінських островів (тут знаходилась головна японська база у Океанії, що на той час вже була у блокаді), де був атакований та потоплений ворожою авіацією.